# Peter Bürgisser

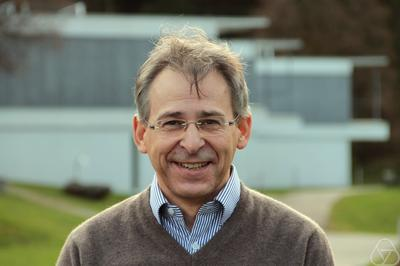
Peter Bürgisser (2015)

Peter Bürgisser  (* 1962) ist ein Mathematiker und theoretischer Informatiker, der sich mit algorithmischer Algebra (Computeralgebra) und algebraischer Komplexitätstheorie befasst.

## Leben
Bürgisser wurde 1990 bei Volker Strassen an der Universität Konstanz promoviert (Degenerationsordnung und Trägerfunktional bilinearer Abbildungen).  Er war an der Universität Zürich, war Professor an der Universität Paderborn und ist seit 2013 Professor an der TU Berlin.
Er befasst sich mit effizienten Algorithmen für die Lösung algebraischer Probleme und unteren Schranken in der Komplexität algebraischer Probleme, befasste sich mit symbolischen und numerischen Algorithmen und der probabilistischen Analyse numerischer Algorithmen.
Mit Felipe Cucker trug er 2011 zur Lösung des Smale-Problems Nr. 17 bei (siehe dort).
Er war Gastwissenschaftler am Simons Institute for the Theory of Computing in Berkeley. Außerdem war er Gastwissenschaftler in Zürich (Universität, ETH).
2010 war er eingeladener Sprecher auf dem Internationalen Mathematikerkongress in Hyderabad (Smoothed Analysis of Condition Numbers). Er war Plenarsprecher auf dem Kongress Foundations of Computational Mathematics (FoCM) in Hongkong 2008 und organisierte auf den 2005, 2008 und 2011 Workshops und 2009 und 2012 Oberwolfach Workshops über Komplexitätstheorie. Er ist Fellow der American Mathematical Society.
Er ist Herausgeber von Foundations of Computational Mathematics.
Im Jahr 2018 konnte er einen hochdotierten ERC Advanced Grant vom Europäischen Forschungsrat einwerben.

## Schriften
- mit Michael Clausen, M. Amin Shokrollahi: Algebraic Complexity Theory, Grundlehren der mathematischen Wissenschaften 315, Springer 1997
- Completeness and Reduction in Algebraic Complexity Theory, Springer 2000
- mit Felipe Cucker: Condition – The Geometry of Numerical Algorithms. Springer, Berlin, Heidelberg 2013, ISBN 978-3-642-38895-8, doi:10.1007/978-3-642-38896-5.

## Weitere Aktivitäten
In Bürgissers Jugend trat er in vier Kurzfilmen seines Schulfreunds Roger Steinmann als Hauptdarsteller auf; die Ausstrahlung von `Die Türe` im schweizerischen Fernsehen DRS am 10. April 1976 war von einem Interview der beiden begleitet.